# Dobin am See
Dobin am See è un comune del Meclemburgo-Pomerania Anteriore, in Germania.
Appartiene al circondario (Kreis) di Ludwigslust-Parchim (targa PCH) ed è parte della comunità amministrativa (Amt) di Crivitz.

## Geografia fisica
Si affaccia sulle rive del lago di Schwerin.
Il comune è composto dalle seguenti frazioni:
- Alt Schlagsdorf
- Buchholz
- Flessenow
- Liessow
- Neu Schlagsdorf
- Retgendorf
- Rubow

## Galleria d'immagini

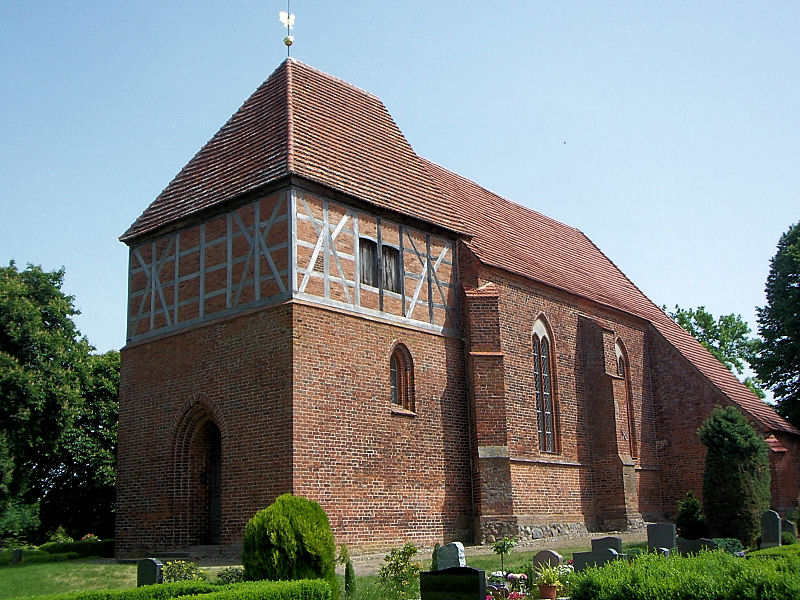
La chiesa di Retgendorf
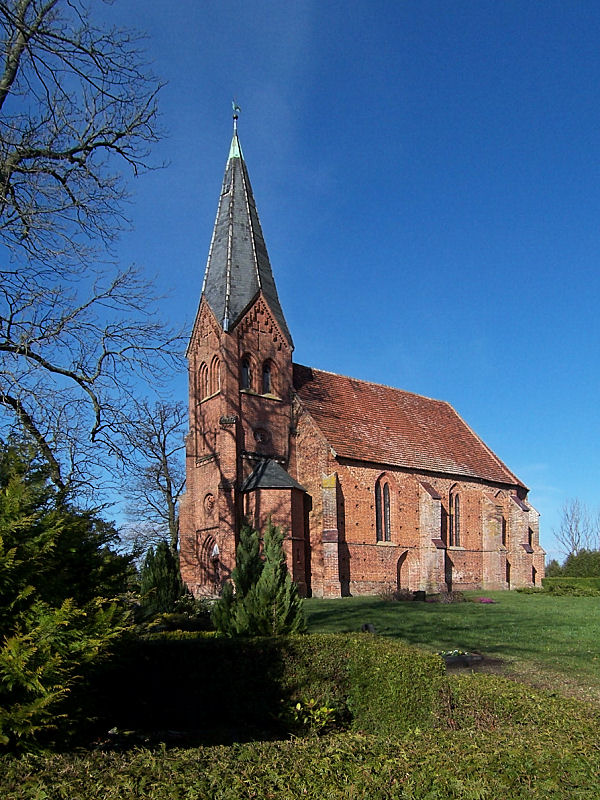
La chiesa di Buchholz
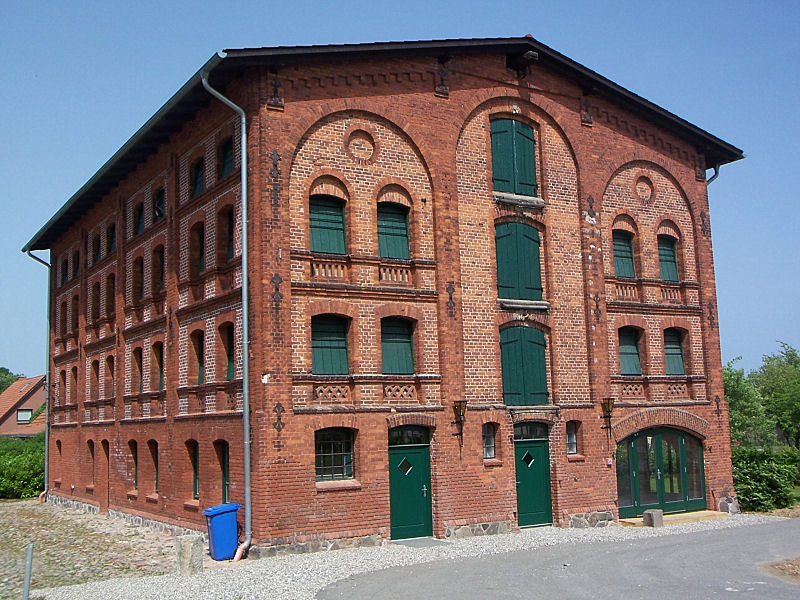
Magazzini a Neu Schlagsdorf